# 米国トヨタ自動車販売
米国トヨタ自動車販売株式会社（べいこくトヨタじどうしゃはんばい、英: Toyota Motor Sales, USA, Inc.）は、アメリカ合衆国におけるトヨタ自動車の販売統括会社である。米国トヨタとも訳される。略称TMS。

## 概要

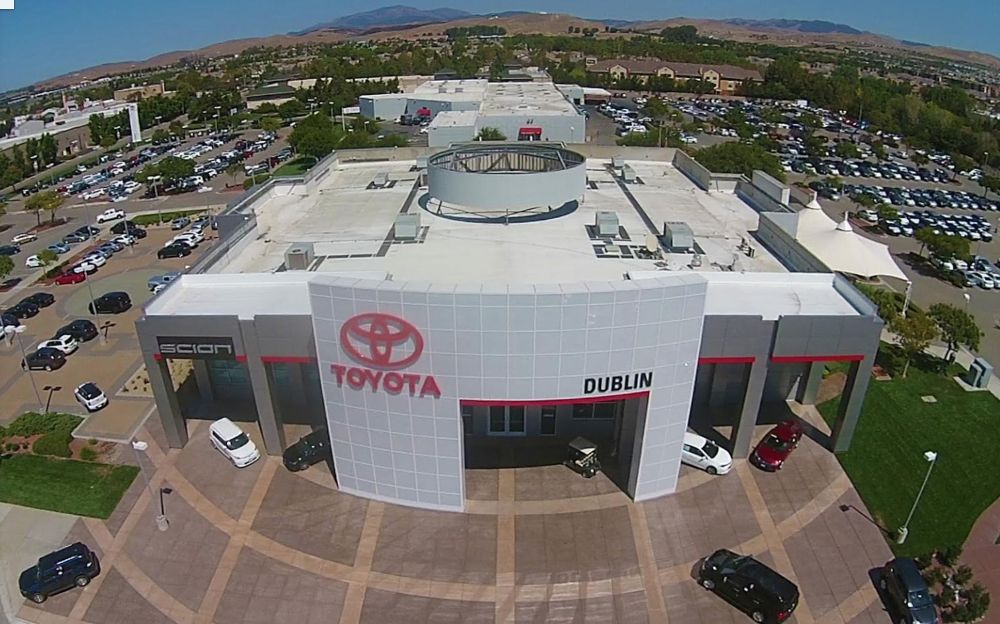
Dublin Toyota Dealership

米国トヨタ自動車販売は1957年にカリフォルニア州で設立された。2014年から始まった「北米ワントヨタ」活動によりテキサス州のトヨタ モーター ノース アメリカ本社社屋内に本社が移転された。